# Xylocopa nyassica
Xylocopa nyassica is een vliesvleugelig insect uit de familie bijen en hommels (Apidae). De wetenschappelijke naam van de soort werd voor het eerst geldig gepubliceerd in 1903 door Günther Enderlein.